# Леополдо Енрике Гарсија-Алас и Урења
Леополдо Енрике Гарсија-Алас и Урења, познат и као Леополдо Алас Кларин (Самора, 25. април 1852. - Овиједо 13. јун 1901) био је шпански писац и правник. Прво је био универзитетски професор на факултету у Сарагоси, а касније и у Овиједу; радио је и као књижевни критичар у периодичној штампи у којој је својим оштрим чланцима критиковао многе књижевнике савременике свога времена. Познат је по свом роману Регенткиња (1884), који је сматран једним од најважнијих дела шпанске књижевности 19. века.

## Биографија
Рођен је 25. априла 1852. у Самори, у коју се из Овиједа преселила његова породица када је рођен његов отац, Хенаро Гарсија-Алас, именован као управник града. Алас Кларин је био трећи син у породици. Један од његове браће је био Хенаро Гарсија-Алас и Урења.
У кући се стално говорило о Астурији, а Леокадија, Кларинова мајка, са извесном носталгијом, приповедала је приче тих земаља својих предака (иако је и сама имала дубоке леонске корене). Ова околност је у великој мери утицала на дух младог Аласа Кларина, који се одувек осећао више астуријанац него саморац, и који је током живота задржао посебну нежност за земље у којима је одрастао.
Са седам година је кренуо у језуитску школу, смештену у граду државе Леон, која се налазила у оквиру здања Сан Маркос (данашњи туристички хостел). Од самог почетка је успевао да се прилагоди правилима и дисциплини да су га кроз пар месеци сматрали учеником за пример. Осталим ученицима је био познат под надимком управник, чиме се алудирало на професију његовог оца. Његови биографи сматрају да је овај период Аласа Кларина као ученика у њему пробудио религиозно осећање, као и почетак велике моралне дисциплине која је представљала основ његове личности. Прве школске године је освојио плаву траку као књижевну награду и трофеј. Чувао ју је цео свој живот и данас се налази међу најомиљенијим предметима породичног музеја.
У пролеће 1859. породица се вратила у Астуријас. Алас Кларин је својим очима видео Астурију и њене пределе о чему му је његова мајка нашироко причала. Током наредних година, Алас Кларин је кружио земљама Гвимарана, која су власништво његовог оца, где ће се директно повезати са природом и са књигама које буде нашао у старој породичној библиотеци; и где ће по први пут доћи у контакт са двама ауторима који ће му бити узори: Сервантес и фра Луис од Леона.
Са 11 година, тачније 4. октобра 1863, Алас Кларин започиње студије припремних часова у Овиједу, похађајући предавања латинског језика, аритметике и хришћанске доктрине. Курс је завршио са највећом оценом, али је и упознао три пријатеља: Армандо Паласио Балдес, Томас Туеро (такође писац, преводилац и књижевни критичар) и Пио Рубин (писац).

### Долазак у Мадрид
Пошто је завршио школовање на универзитету, будући Алас Кларин се преселио у Мадрид средином 19. века, како би започео докторске студије, смештајући се притом у једну гостионицу у улици Капељанес. Тамо је наишао на пријатеље са универзитета: Туера, Паласија Балдеса и Рубина; група која је у једном енглеском бару у Мадриду постала позната као „они из Овиједа", где се дружина иначе састајала што је условило да на том месту настане Билис клуб.
Током првог дела његовог студирања, Алас Кларин је дошао у контакт са краусизмом и лаичким либерализмом. Годинама раније је Хулијан Санс дел Рио - правник, педагог и психолог - који је био ученик Фридриха Крауса у Немачкој, превео и увео филозофију краусизма у Шпанију. Као професор филозофије права, Санс дел Рио је међу ученицима искористио своје одушевљење том филозофијом, да су ученици започели идеолошко-интелектуални покрет који није имао своје претходнике, а који је кулминирао огромним реформама на пољу школовања; као и промене на пољу друштва, политике и оснивања Институције слободног образовања 1876. године који, због своје смрти 1869, професор Санс дел Рио није стигао да упозна.
Као захвалност његовом раду европеизације и реновације, Санс дел Рио, частан и религиозан човек; али такође сматран као тврдоглави јеретик и као претња удружењу вероучитеља католичке цркве, бива смакнут са свог положаја од стране конзервативних снага, а захваљујући дугим (иако законски несталним) кампањама које су оркестрирали припадници нео-католицизма: нова фракција за чије је оснивање задужено званично писмо Пија Деветог. Такво насиље и смакнуће са положаја, као слика и прилика процедура Инквизиције, условила је непријатељски став против владиног удружења вероучитеља међу ученицима Санс дел Рија, касније познати као краусисти: Хоакин Коста, Франсиско Пи и Маргал, Рафаел Марија де Лабра, Емилијо Кастелар, Николас Салмерон и Адолфо Камус. На предавањима код последње двојице, Алас Кларин се утврдио у свом филозофском и религиозно-традиционалном скептицизму, који ће касније бити део његове натуралистичке књижевности. При завршетку студијске године, лично Кларин је изјавио да је „његов дух очврснуо".

### Журнал Астурије
Осим новинарског жанра, Кларин осећа потребу да узгаја и остале књижевне врсте. Феликс Арамбуру (песник и познати писац кривичног права), блиски Кларинов пријатељ, био је директор и издавач једног журнала у Овиједу: Журнал Астурије. Он није само подстакао Кларина да пише други жанр прича већ му је понудио и место у свом издаваштву. Пролећа 1876. Кларин пише своје прве приповетке и неке песме које ће се месецима касније издавати у Журналу из Овиједа. Захваљујући овој помоћи, велики писац постаје нашироко познат.

### Докторат и професура
Првог јула 1878, Алас Кларин је добио докторско звање у области грађанског и црквеног права, са највећом просечном оценом. Одбранио је своју докторску тезу чија је тема била Право и моралност где се може видети и посвета „дон Франсиску Хинеру дел Рију, његовом искреном пријатељу и познатом ученику." То је уједно и прва Аласова књига која излази у штампу и једина у којој се не појављује псеудоним Кларин.
Након дужег боравка на поседима Гвимарана, Алас Кларин се враћа у Мадрид како би опозицијама припремио своје излагање које ће се у новембру прославити у Саламанки и како би заузео упражњено место на одсеку политичке економије и статистике на универзитету. Дуготрајни задаци су за Аласа Кларина били континуирани успех освојивши прво место на листи. О овом успеху су писале новине у Мадриду и вест је стигла и до Преглед Астурије. Међутим, на том путу коначног успеха се јавила озбиљна препрека: Кјепо де Љано, гроф од Торена, тада је био министар јавног образовања и имао је моћ над избором кандидата са листе. Гроф од Торена је претходно био оцрњен у упечатљивим Клариновим сатирама Солфео, што гроф никада није заборавио и због чега је Кларину одузео освојено место у корист другог кандидата са листе: господина Мантекона. Алас Кларин је упутио оштро и отворено писмо министру и годинама касније ће се са горчином присећати тих окршаја.
Четири године касније, Преглед легислације и јуриспруденције је са пуно поштовања према Кларину, објавио његов рад који је представио на такмичењу у Саламанки под називом „Аналитични програм политичке економије и статистике".
Година 1882. је за Кларина била година успеха. Дванаестог јула је могао да прочита у Званични службени лист његово именовање на одсеку за политичку економију и статистику на универзитету у Сарагоси; такође је и 29. августа исте године оженио Онофре Гарсија-Аргуељес. Наредне године се вратио у Овиједо као професор римског права, а касније и као професор на одсеку за природно право на универзитету у Овиједу.

### Књижевни касикизам
Скоро сви Кларинови биографи се подударају у једном ставу: Кларинов књижевни касикизам, попут тиранског. По његовом пензионисању у Овиједу, постаје страх и трепет у Мадриду, те постаје познат у Европи и Америци. Био је јединствени провинцијалац, иако његов град, Овиједо, никада није схватио његову универзалност. Сматран је за нервозног и кратковидог човечуљка, који је држао предавања на универзитету и који је сваког послеподне играо ломбр у културном казину. Ученици су га се плашили због његове строгоће, а друштво га је сматрало либералним атеистом.

### Књижевни опус
Током слободног времена када није предавао на универзитету, Кларин је писао чланке за различите новине. Своја сатирична и оштра „ћаскања" која су му натоварила нека додатна непријатељства слао је и штампи Комични Мадрид. Године 1881. објављена је књига Кларинови самци, која је садржала чланке из књижевне критике. Пролог је написао Ећегарај. Исте године у октобру је објављена у Галисијка и астуријска илустрација чланак под називом „Универзитет у Овиједу", у коме износи хвалу за манастир који су рестаурирали и основали професори Буиља, Арамбуру и Дијас Ордоњес, међу многим другим професорима.
Са 31 годину, Кларин пише своје најзначајније дело Регенткиња. У јуну 1885. године у јавност излази други волумен овог остварења књижевне уметности. Године 1886. издаје се његова прва књига приповедака са насловом Пипа. Године 1889. завршава један биографски есеј о Галдосу, у оквиру циклуса „Савремене шпанске познате личности". Крајем јуна 1891, издавач Фернандо Фе обнародује други велики Кларинов роман Син јединац.
Године 1892. Алас Кларин пролази кроз кризу идентитета и религиозности у којој, према његовим речима, покушава да пронађе себе и Бога. Касније је поглед на своју кризу забележио у својој приповеци Промена светлости, чији протагониста Хорхе Ариал представља аутора и његове бриге, религизоне сумње и филозофски скептицизам. Кларин дефинише овог лика као „срамотни мистик". У овом периоду такође колаборира са једним шпанским часописом.
Године 1894. се буди његова жеља за позориштем захваљујући утицају његових пријатеља: глумици Марији Гереро и драматургу Ећегарају. Биографи истичу контрадикторност код Кларина, човека који је заљубљен у стварни свет и непријатељски настројен према лажима. Због тога је његово прво позоришно дело Тереса (драмски есеј у прози, једночинка) једна искрена страница његовог властитог живота. Објављена је и изведена 20. марта у шпанском позоришту у Мадриду, као одавање почасти глумици Марији Гереро. Дело је доживљено као потпуни хаос, критичари су истицали недостатак сценске архитектуре говорећи да је дело садржало све недостатке једног неискусног писца.
Током последњих година свог живота, Кларин је добио велики број понуда за колаборације као и петиције да им се дозволи да преводе његово дело у новим издањима. Године 1900, Кућа Маући из Барселоне га упошљава да преведе роман Посао од Емила Золе. Пошто је исплата била добра, Кларин је сматрао да му превод неће задати толико посла као и писање. Међутим, стручни термини и тешке речи француског писца, сједињени са Клариновим перфекционизмом, учинили су да се посао прелије на више месеци, испијајући и оно мало здравља које је имао у тим годинама. Преводио је даноноћно како би превео пре истека рока који је успоставила издавачка кућа; исцрпљен, али задовољан због могућности да допринесе обнародовању „најзграженијег мислиоца целог 19. века".

### Болест и смрт
Кларин је годинама уназад боловао, те се првих месеци 1901. године осећао поприлично уморним и исцрпљеним. У мају месецу је отпутовао за Леон, где га је позвао његов рођак Урења, јер су се одржавале прославе поводом успешног завршетка реконструкције на катедрали. У овом граду је изнова проживео своје детињство, био почасни гост и омиљен међу многим лицима. По свом повратку је рекао да је у Леону провео сате испуњене искреном срећом.
По доласку у Овиједо је поново осетио близину своје болести. Тамо је стално био у пратњи свог сестрића, младог лекара Алфреда Мартинеса Гарсију, који му је дијагностиковао цревну туберкулозу у последњем стадијуму, неизлечиву болест у оно време.
Тринаестог јуна 1901, у седам ујутру, Леополдо Алас Кларин је преминуо, у својој 49 години. Сандук је био закривен особљем са универзитета где су се налазили професори, пријатељи и пишчева породица. Следећег дана је сахрањен на гробљу Салвадор.
У Мадриду, писац Бонафукс (просечан писац према Кларину и другим писцима тог времена), Кларинов верни непријатељ до смрти, написао је посмртни текст у којем је рекао да је био први који се обрадовао Клариновој смрти, те да се на његовој сахрани чула тишина која се чује при сахрањивању тирана.

## Његово најзначајније дело:Регенткиња(1884-1885)
Роман обимне садржине чија је радња смештена у Ветусти, шпански провинцијски град иза чијег имена је Кларин замаскирао град Астурије, Овиједо. Извесни критичари и хиспанисти су приметили одређене сличности са Флоберовом Мадам Бовари и Толстојевом Ана Карењина; осим којих је неопходно додати и одређене утицаје натурализма и краусизма.
Регенткиња се истиче због огромног богатства ликова и споредних техника, попут технике протицања сећања, док портрет протагонисте остаје пометен и нејасан. С друге стране, "пад" провинцијске госпође је смештен између двојице различитих удварача: најзаводљивији срцеломац града, који на крају односи победу; и каноник оближње катедрале. Портрет овог каноника је кључни део књиге.
За дескрипцију провинцијског амбијента и оквира колективног живота, Кларин користи различите технике попут унутрашњег монолога и слободног индиректног говора, што доприноси томе да историју приповедају ликови кроз своје мисли што нам омогућава да продремо у њихов унутрашњи свет. Захваљујући овим техникама и детаљном анализирању ликова (тј. друштва у којем живе), они попримају извесну психолошку продубљеност.

## Дела

### Есеји
- Кларинови усамљеници (1880).
- Књижевност 1881. (1882).
- Изгубљени Сермон (1885).
- Нова кампања (1887).
- Есеји и часописи (1892).
- Ћаскање (1894).

### Новеле
- Падина (1890-1891).
- Регенткиња (1884-1885).
- Син јединац (1890).
- Пелајов загрљај (1889)

### Приповетке
Вероватно аспект о којем се најмање говори, а то је да је Кларин био плодан писац кратких романа, прича и приповедака; форме које су се развијале у европској књижевности од средине 19. века. Међу најистакнутијим Клариновим делима се хронолошки могу означити кратки романи Пипа, Доња Берта, Гавран, Обмана; у погледу прича и приповедака Господин и остало су приповетке, Моралне приповетке, Сократов петао (постхумно дело), као и Доктор Сутилис.